# 三上公也の朝は恋人
三上公也の朝は恋人（みかみきみやのあさはこいびと）は、ラジオ関西の音楽ワイド番組である。1983年10月3日 - 1995年3月31日に一度放送された後、2019年4月1日から再び放送されている。ここでは前者を第1期、後者を第2期とする。
いずれも、パーソナリティーは三上公也（ラジオ関西アナウンサー→フリーアナウンサー）。番組テーマ曲は、フルーツケーキの『Summer Melody』。

## 第1期
1983年10月、『三上公也の朝は恋人〜KOBE MUSIC STREET〜』（みかみきみやのあさはこいびと〜コーベ・ミュージック・ストリート〜）として、月〜金の8:30 - 10:04でスタート。番組タイトルにあるように音楽ゾーンは「MUSIC STREET ○番街」と題され、数字が切り替わるごとにスポンサーも変わった。
1987年4月になって『POP-ON TIME 三上公也の朝は恋人』（ポップ・オン・タイム みかみきみやのあさはこいびと）に改題し、8:30 - 10:15の枠に拡大。音楽ゾーンは「POP-ON TIME ○」と題されるようになり、数字が切り替わるごとにスポンサーも変わった。
1995年3月で終了。この半年前に、ラジオ関西の愛称が『AM KOBE』に変わった事や、1995年1月17日の阪神・淡路大震災の発生もあり、午前中の番組再編が始まった事が背景にある。後番組は、当番組とその前後の『ま〜るい地球と……谷五郎モーニング』、『スタジオTODAY ホットに語ろう!』の3番組を統合して始まった、『ラジオRAMDA・GORO探検隊（月〜木）』、及び『ラジオRAMDA・金曜シューズ探検隊（金曜日）』。三上は、これら2番組のリポーターとして出演を継続した。

## 第2期
2006年4月、『ラジ関モーニング 三上公也です』で、三上が朝ワイド番組に復帰。それを引き継いで放送される『三上公也の情報アサイチ!』も担当（2010年以降は金曜日が切り離されている）。
2019年3月で『情報アサイチ!』を終了させ、月〜木の7:00 - 9:54で『三上公也の朝は恋人』として24年ぶりに復活する事になった。
第2期では、8:30頃を境に、番組前半を洋楽、後半を邦楽とジャンルを分け、三上が選んだ楽曲を放送。随時リスナーからのリクエストにも応じている。また、8・9時台には特集コーナーを設け、日替わりのテーマに沿った楽曲を流している。
その一方で、番組内ではニュース・天気予報・交通情報を随時放送するほか、『情報アサイチ!』から継続して放送するコーナーもあるなど、情報番組としての側面も兼ね備えている。
2019年10月1日より、9:54 - 10:00に放送していたニュース・天気予報を、当番組に内包する形で、放送時間を10:00までに拡大した。
2021年4月1日より、番組開始前に、西松屋のカウキャッチャーCMが、時報を兼ねて流されるようになった。

### 三上休暇時の代理パーソナリティー
三上は、原則として年2回（8月と1 - 3月のいずれかの時期）、1 - 2週間の休暇を取得する。その際の代理パーソナリティーとして、2019年8月は浅井千華子と川浪ナミヲが、2020年以降は前澤弘明（チキンガーリックステーキ）と木村優一（和太鼓奏者）が、いずれも曜日を分担して出演している。
なお、上記期間中も、番組タイトルやジングルは変更せず放送するほか、『コープ・スコープ!』『企業訪問』など一部コーナーは、三上が出演する事前収録の内容が放送される。一方で、普段三上が一手に担当している、ニュースとスポーツニュースについては、ラジオ関西アナウンサー（春名優輝など）、または報道契約のフリーアナウンサー（高塚恵子、堀江良信など）が代演する。

### 主なコーナー
2024年1月現在。放送時間は、ラジオ関西公式タイムテーブルに基づく。生放送の為、多少時間が前後する場合あり。
- ラジオ関西ニュース（7:20、8:00）[11][12][13]
- ラジオ関西交通情報（7:25、7:46、8:05、8:56、9:35）
- スポーツニュース（7:28）

三上が読売ジャイアンツファンである事から、日本プロ野球期間中は、放送前日に巨人が勝利した場合、応援歌『闘魂こめて』（3代目巨人軍の歌）を高らかに歌う事がある。
- ラジオショッピング（7:41、8:35、9:30）

7時台は『快適生活ラジオショッピング』を連日放送。8・9時台は、『快適生活』を含む、各社のラジオショッピングを日替わりで放送。また、月・木曜日の9時台には、保険総合代理店のインフォマーシャルも放送される。
祝日や年末年始を中心に休止する場合があり、その際は引き続き楽曲を放送する。
- カントリーソング特集（原則最終火曜日・8:07）

2020年3月開始。『カントリーミュージックトラベル』パーソナリティーの阿部和則をコーナーパーソナリティーに迎え、月替わりのテーマで阿部が選曲したカントリーソングを放送する。
- コープ・スコープ!（8:45）

『情報アサイチ!』から継続のコーナー。生活協同組合コープこうべの情報を、日替わりで紹介する。
- - 第1月曜日…コープのエコのおはなし（コープこうべが行う環境保護活動について）
  - 第2月曜日…コープのツキ推し!（コープこうべがその月に特別価格で販売する「ツキ推し商品」について、コープこうべの店舗責任者が出演して紹介）
  - 第3月曜日…元気でいただきます コープのお惣菜（コープこうべで販売される惣菜商品について）
  - 第4月曜日…ともしび通信（コープこうべの葬祭事業「クレリ」について）
  - 第5月曜日…つながるコープ
  - 火曜日…コープ調査隊（コープこうべが行う様々な取組みについて。この内、第3・4週目については、「はかるたいせつ」コーナーと題して、商品検査センターの取組みや、同センターが行う「はかるたいせつプロジェクト」について紹介）
  - 水曜日…コープ知っ得情報（コープこうべの文化・福祉事業について）
  - 木曜日…食で健康づくり コープクッキング（コープこうべ店頭で配布されている、同名フリーマガジンに掲載されているレシピを、家庭料理研究会の担当者が紹介）

なお、第1期時代にも『おはようコープ くらしの情報』と題した、コープこうべ提供コーナーが存在した。
- ご当地ラジオ体操（9:00）

新型コロナウィルス感染拡大に伴う、最初の緊急事態宣言が発令された2020年4月頃から開始。
外出を控える機会が増える事から、体を動かす習慣をつけてもらう事を目的に、『ラジオ体操第1 お国言葉編』や『ラジオ体操第1 ご当地版』などに収録されている、各地の方言・海外の言語によるラジオ体操を、日替わりで放送する。
当初は、『ラジオ体操第1』のみを対象としていたが、後に週1回の頻度で『ラジオ体操第2』も取り入れるようになった。
- こちら知事室!（原則第2木曜日・9:03）

『情報アサイチ!』から継続のコーナー。兵庫県知事の井戸敏三（2021年7月まで）→斎藤元彦（2021年8月以降）に、最近の県政の動きなどについて話を聞く。
井戸時代は、原則第2火曜日・8時台の特集パートでの放送だったが、斎藤に交代した頃から、現在の曜日・時間帯に変更された。
公務スケジュールの都合で、放送休止、もしくは別日での放送になる場合があったり、知事に代わり県職員が出演する特別編が放送される場合がある。
- こちら○○市・町です（水曜日・9:03）

兵庫県内41市町の市長・町長を週替わりでゲストに迎え、各自治体の取り組みや魅力について話を聞く。
同様の企画は『情報アサイチ!』時代にも放送されていたが、当番組開始を機に、一旦『時間です!林編集長』へ移動した後、2023年10月4日より当番組内での放送になった。
不定期に休止する場合があり、その際は通常通り邦楽特集を放送する。
- こうべしんきん 三上公也の企業訪問（火曜日・9:38）

『情報アサイチ!』から継続のコーナー。神戸市とその周辺地域に店舗・事業所を置く企業を三上が訪ね、経営者に経営理念や地元への想いなどをインタビューする。
この他に、7:46の交通情報の後には、放送当日の歳時記や予定を紹介し、それにまつわる曲を『今日の一曲』として放送しているほか、9時台には不定期にゲストコーナーやインフォマーシャルを放送する事がある。

#### 過去のコーナー
- 兵庫県からのお知らせ（7:07）

2022年3月31日で終了。同年4月以降は、毎週火曜日の『Clip』内のコーナー『GO!HYOGO!』に内包して放送。
- 姫路市からのお知らせ（8:35、9:37）[14]

2022年3月31日で終了。同年4月以降は、並行して放送していた『ニュース・タイムライン』内での放送に集約。
- H.I.S. 三上の推し旅!（木曜日・9:38）

『情報アサイチ!』時代の『H.I.S. 情報タビイチ!』を改題リニューアルしたコーナー。H.I.S.社が販売するバスツアー商品を、同社の担当者が紹介する。商品によっては、三上が実際にツアーへ参加し、その感想を述べる事がある。2019年9月26日をもって終了。